# Chaetonotidae
Chaetonotidae zijn een familie van de buikharigen. 

## Taxonomie
De volgende taxa zijn bij de familie ingedeeld:
- Onderfamilie Chaetonotinae Kisielewski, 1991
  - Geslacht Arenotus Kisielewski, 1987
  - Geslacht Aspidiophorus Voigt, 1903
  - Geslacht Bifidochaetus Kolicka & Kisielewski, 2016
  - Geslacht Caudichthydium Schwank, 1990
  - Geslacht Cephalionotus Garraffoni, Araujo, Lourenço, Guidi & Balsamo, 2017.
  - Geslacht Chaetonotus Ehrenberg, 1830
  - Geslacht Fluxiderma d'Hondt, 1974
  - Geslacht Halichaetonotus Remane, 1936
  - Geslacht Heterolepidoderma Remane, 1927
  - Geslacht Ichthydium Ehrenberg, 1830
  - Geslacht Lepidochaetus Kisielewski, 1991
  - Geslacht Lepidodermella Blake, 1933
  - Geslacht Polymerurus Remane, 1927
  - Geslacht Rhomballichthys Schwank, 1990
- Onderfamilie Undulinae Kisielewski, 1991
  - Geslacht Undula Kisielewski, 1991

### Synoniem
- Lepidoderma Zelinka, 1889 => Lepidodermella Blake, 1933